# أوين غالاشر
أوين غالاشر (بالإنجليزية: Owen Gallacher) هو لاعب كرة قدم بريطاني في مركز نصف الجناح، ولد في 6 أبريل 1999 في نيوكاسل أبون تاين في المملكة المتحدة. شارك مع منتخب اسكتلندا تحت 19 سنة لكرة القدم. أما مع النوادي، فقد لعب مع نادي بيرتن ألبيون ونادي هاروجيت تاون ونيوكاسل يونايتد تحت 23 سنة والأكاديمية.